# Elizabeth Becker (Journalistin)

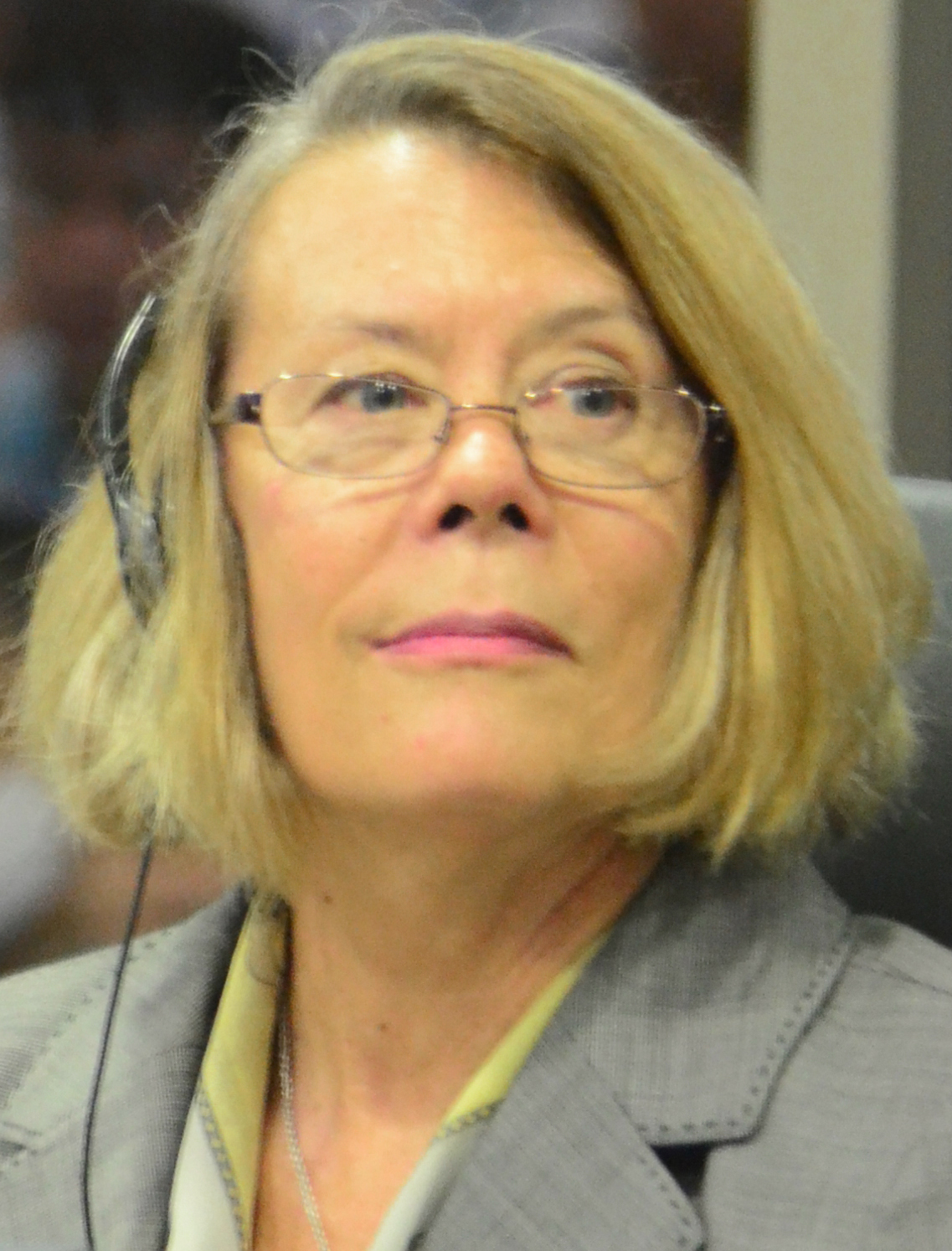
Elizabeth Becker

Elizabeth Becker (* 28. Oktober 1947) ist eine US-amerikanische Journalistin und langjährige Autorin der New York Times.

## Leben
Elizabeth Becker studierte Indische Kultur an der University of Washington. Auch belegte sie Sprachkurse an der Kendriya Hindi Sansthaan in Agra in Indien. Ihre Berufskarriere begann sie 1972 als Kriegsberichterstatterin für die Washington Post in Kambodscha. Später war sie für die New York Times und das National Public Radio als Journalistin tätig. Für ihre Reportagen über 9-11 gewann sie als Teammitglied von National Public Radio den Pulitzer-Preis. Sie berichtete auch über Ruanda und Südafrika. Dafür erhielt sie den DuPont-Columbia-Preis. Für ihre Arbeiten über Pol Pot und Kambodscha erhielt sie Preise vom Overseas Press Club. Sie ist mit dem General der US-Armee im Ruhestand William L. Nash verheiratet.

## Kambodscha
Bekannt wurde sie als Kriegsberichterstatterin in Kambodscha während des Vietnamkrieges. Über die Roten Khmer schrieb sie ein Buch „When the War Was Over, a modern history of Cambodia and the Khmer Rouge“. Elizabeth Becker ist eine der wenigen Journalisten, welchen der Führer der Roten Khmer Pol Pot jemals ein Interview gab. Sie gilt als Expertin im Themengebiet Demokratisches Kampuchea. Im Dezember 1978 war Becker Mitglied der ersten und einzigen Gruppe von westlichen Journalisten und Wissenschaftlern, welche das Land nach der Machtübernahme durch die Roten Khmer am 17. April 1975 besuchen durften. Die weiteren Mitglieder der Delegation waren Malcolm Caldwell und Richard Dudman. Malcolm Caldwell wurde am letzten Tag des Besuchs von Unbekannten erschossen. Wenige Tage nach ihrem Besuch begann die Invasion der vietnamesischen Armee und beendete die Herrschaft der Roten Khmer. Elizabeth Becker konnte am 23. Dezember 1978 nach Peking ausreisen. Sie wurde vom späteren Botschafter der Roten Khmer in New York Thiounn Prasith begleitet und übergab die Leiche Malcolm Caldwells an die britische Botschaft in Peking. Thiounn Prasith hatte die kleine Gruppe auf ihrer zweiwöchigen Reise durch das Land begleitet. Elizabeth Becker war Zeugin beim Rote-Khmer-Tribunal in Phnom Penh.

## Werke
- When the War Was Over: Cambodia and the Khmer Rouge Revolution, Simon & Schuster, New York, 1986, ISBN 0-671-41787-8
- America's Vietnam War: A Narrative History, Clarion Books, New York, 1992, ISBN 0-395-59094-9
- The Exploding Business of Travel and Tourism: Simon & Schuster, New York, 2013, ISBN 978-1-4391-6099-2
- You Don't Belong Here: How Three Women Rewrote the Story of War, PublicAffairs, 2021, ISBN 1-5417-6820-5
- Bophana: Love in the Time of the Khmer Rouge, Cambodia Daily Press, 2010